# 리스트라 그레터
리스트라 그레터(Lystra Gretter, née Eggert)는 미국의 간호사이다.

## 같이 보기
- 나이팅게일 선서
- 간호학